# سد لوفیفه
سد لوفیفه (به لاتین: Luphephe Dam) یک سد قوسی در آفریقای جنوبی است که در لیمپوپو واقع شده‌است.